# Odontopeltis michaelseni
Odontopeltis michaelseni är en mångfotingart som beskrevs av Carl Graf Attems 1899. Odontopeltis michaelseni ingår i släktet Odontopeltis och familjen Chelodesmidae. Inga underarter finns listade i Catalogue of Life.